# Leopoldo Torlonia
Le duc Leopoldo Torlonia (Rome, 25 juillet 1853 - Frascati, 23 octobre 1918) est un homme politique italien.

## Biographie
Fils de Giulio Torlonia, duc de Poli et Guadagnolo, et de Teresa Chigi Albani Della Rovere (fille de Sigismondo Chigi Albani Della Rovere VI prince de Farnese), Leopoldo est membre de la famille noble romaine des Torlonia. Il commence sa carrière en politique dès qu'il est diplômé pour rentrer au conseil municipal de Rome en 1877. Il est, l'année suivante, l'un des membres de la giunta communale de Rome alors menée par Emanuele Ruspoli.
Député de l'aile droite depuis 1877, il quitte cette fonction lorsqu'il est nommé maire de Rome en mai 1882. C'est sous son mandat que commence à être utilisé l'actuel blason de la ville de Rome. En tant que maire de Rome, il rend visite au cardinal-vicaire Lucido Maria Parocchi pour transmettre ses vœux à Léon XIII pour son jubilé sacerdotale. Le président du conseil, Francesco Crispi, irrité par ce geste obtient du roi Humbert Ier sa destitution le 31 décembre 1887.
Il se marie trois fois. En 1885 avec une femme de nationalité grecque. L'année suivante, il épouse Eleonora Monroy puis en 1892 Amalia Colonna di Stigliano. Il a le titre de troisième duc de Poli et de Guadagnolo.

## Récompenses

### Italiennes
Grand officier de l'ordre des Saints-Maurice-et-Lazare (Ordre des Saints-Maurice-et-Lazare).
 Grand officier de l'ordre de la Couronne d'Italie.

### Étrangères
Commandeur de l'ordre de Charles III (Espagne).
Commandeur de l'ordre souverain militaire et hospitalier de Saint-Jean de Jérusalem, de Rhodes et de Malte (Malte).